# Bobby Campbell
Robert George Campbell (23 april 1937 – 6 november 2015) was een Engels voetballer en voetbaltrainer.

## Carrière
Campbell begon zijn spelerscarrière bij Liverpool FC en speelde later ook nog voor Portsmouth FC en Aldershot Town.
In 1976 begon hij aan zijn eerste opdracht als hoofdtrainer bij Fulham FC. Hij werd er na vier jaar ontslagen na een slechte start van het seizoen 1980/81. Hij werkte daarna voor zijn ex-club Portsmouth FC, waarmee hij in 1983 de Third Division won. Hij vertrok er in mei 1984.
Na een avontuur bij Qadsia SC in Koeweit werd Campbell assistent-trainer van John Hollins bij Chelsea FC. Het toen in degradatienood verkerende Chelsea zette Hollins een maand later aan de deur, waarop Campbell werd aangesteld als interim-trainer voor de rest van het seizoen. Campbell kon in de acht resterende wedstrijden het tij echter niet meer keren, waardoor Chelsea uit de hoogste afdeling degradeerde. Campbell bleef evenwel aan het roer bij de Londense club en werd in het daaropvolgende seizoen meteen kampioen in de Second Division. Een jaar later eindigde Chelsea onder zijn bewind zelfs vijfde in de First Division, het beste resultaat van de club sinds 1970. De elfde plaats in het seizoen 1990/91 kostte hem echter zijn kop.
Campbell ging daarna nog eens aan de slag in Koeweit, ditmaal bij Al-Arabi. Hij overleed op 6 november 2015 op 78-jarige leeftijd.